# 近鉄百貨店京都店
近鉄百貨店京都店（きんてつひゃっかてん きょうとてん、別名：「プラッツ近鉄 (PLATZ Kintetsu)」）は、2007年（平成19年）2月28日まで京都府京都市下京区の京都駅前にあった日本の百貨店である。

## 概要
当店は京都タワーなどが無い大正時代から長らく京都駅前で営業を続け、大丸や髙島屋の京都店、あるいは文教地区を多く抱える阿倍野区にある近鉄百貨店阿倍野店（現在のあべのハルカス近鉄本店）など高級ブランドの出店や富裕層の顧客が多い百貨店に比べて庶民的な店として親しまれていた。しかし、増床や大型専門店の導入など様々な対抗策を行ったものの、四条通周辺の百貨店など商業施設、及び平成になってから京都駅ビルに開業したジェイアール京都伊勢丹や郊外型商業施設などとの競争に負け、閉店に追い込まれた。
なお、上京区の西陣京極（千本下長者町下ル）へ西陣分店、あるいは京都府・滋賀県各地にギフトショップを営業していた時期もある。

### 店名について
2001年2月28日から閉店までは大阪市阿倍野区に本社・本店を置く株式会社近鉄百貨店が運営し、奈良店などを超える最大規模の支店だった。
しかし、元々は電鉄系百貨店ではなく、中林仁一郎（なかばやし にいちろう）が創業した京都物産館（きょうとぶっさんかん）を由来とする。その後、物産館の「物」を丸で囲んだマークから丸物（まるぶつ）を商号とし、この地を拠点に全国展開を行った。この期間が近鉄時代よりも長いため、古くからの顧客には閉店した現在もなお当店やその場所を「丸物」と呼んでいる人もおり、近鉄としての閉店後に開業した京都ヨドバシも「近鉄百貨店・丸物跡」との案内を出している。
その後、1966年の近畿日本鉄道からの丸物への出資を経て、1977年からは京都近鉄百貨店（きょうときんてつひゃっかてん）にリブランドしたので、「京都近鉄」「京都近鉄百貨店」と呼ばれることもあった。一方、近鉄百貨店の直営店だったのは最後の2001年から2007年までのちょうど6年間に過ぎないが、京都近鉄百貨店となって以降は、2001年の企業合併以前から単に「近鉄百貨店」「近鉄」と呼ばれることも多く、これらの呼び方は混用されていた。一方、2000年に多数の専門店を入居する複合商業施設へ業態転換して愛称が「プラッツ近鉄」となっていたため、プラッツ近鉄または「プラッツ」と呼ぶ顧客もいた。

## 年表

### 丸物・京都物産館
- 1920年（大正9年）
  - 1月1日 - 中林仁一郎と谷政二郎が京都物産館を開業。
    - 当店の南東隅付近

  - 2月6日 - 合名会社京都物産館設立
- 1926年（大正15年）10月1日 - 京都物産館新館（鉄筋コンクリート6階建て、設計渡辺節）完成
  - 名称（通称）を物産館に変更
  - 百貨店形態の店舗を開設
- 1928年（昭和4年）
  - 新館西側増築完成、7階建・9900m2、エレベーター2基設置
  - 11月10日 - 昭和天皇即位のため、本館6階をNHK大阪放送局の京都演奏所に提供
    - 田中義一首相（当時）が当店で万歳三唱した様子が全国へ放送された
- 1929年（昭和4年）12月1日 - 西陣分店を上京区の西陣京極（千本下長者町下ル）に開業
- 1931年（昭和6年）9月21日 - 「合名会社京都物産館」を「合名会社丸物」に商号変更
- 1932年（昭和7年）9月 - 鳥居ビルの「髙島屋十銭ストア」京都駅前店に対抗し、旧館に「九銭マーケット」開設
- 1936年（昭和11年）
  - 3月 - 旧館跡地も用いて8階建てに増築し、11月にかけて随時新たな売場を開設
  - 3月25日 - 京都初のエスカレーターを1階と地階の間に上・下2基設置
  - 7月28日 - エレベーター2基設置
  - 8月29日 - 中2階の各施設（2007年閉店まで営業）、地階食堂が営業開始
  - 12月1日 - 旧館改装完成、全館開店
  - 藤田嗣治、東郷青児が当店に設けられたアトリエで製作（「海の幸」「山の幸」「海山の幸」「丸物と女性の絵」など）
- 1938年（昭和13年）5月29日 - 本店第二期増築（北館）竣工
  - 地下1階地上8階建ての延床面積29750ｍ2となる
- 1941年（昭和16年）8月6日 - 6階に防空用品売場を開設
- 1942年（昭和17年）11月8日 - 売場第一次供出、西陣分店閉鎖
- 1944年（昭和19年） - 売場第二次供出、1階と2階のみ営業
- 1945年（昭和20年）9月20日 - 「文化教室」開設
- 1946年（昭和21年）10月17日 - 7階「丸物劇場」開設
- 1947年（昭和22年）
  - 3月4日 - 7階「丸物小劇場」開設
  - 6月1日 - 各支店と共に金曜定休に変更、西陣分店を営業再開
  - 7月1日 - 戦時中供出していた大半の売場を再開
- 1955年（昭和30年）11月24日 - 1階から3階まで、エスカレーター2基を新設
- 1956年（昭和31年）11月23日 - 3階から6階まで、エスカレーター3基を新設
- 1957年（昭和32年）7月31日 - 「丸物劇場」改築工事完成
- 1958年（昭和33年）12月29日 - 「丸物小劇場」を改築し、「丸物新劇場」開設
- 1963年（昭和38年）5月 - 「丸物劇場」「丸物小劇場」閉鎖
- 1966年（昭和41年）4月 - 株式会社丸物へ近畿日本鉄道（現在の近鉄グループホールディングス）が資本参加[1]
- 1970年（昭和45年）5月 - 家電量販店「上新電機」との合弁会社「丸物上新電機」設立、4階で営業開始
- 1974年（昭和49年） - 増床に合わせ、女神アフロディテと光明の神アポロンの像、新時代の「ゆとり」と「やすらぎ」を象徴とした鐘を設置。
- 1976年（昭和51年）9月 - 店舗西隣「丸物アネックス」2階に高級婦人服ブティックの専門店街「グランマルシェ」を開設

### 京都近鉄百貨店京都店
- 1977年（昭和52年）
  - 5月27日 - 「株式会社丸物」を「株式会社京都近鉄百貨店」に商号変更。
  - 7月1日 - 4階家電売場が「上新電機」直営となる
    - 2000年の改装まで営業
    - 京都近鉄百貨店→近鉄百貨店は上新電機の株主となる[注 1]
- 1980年（昭和55年）
  - 9月12日 - 2・4・6階の改装が完成
  - 11月27日 - 1・3・5階の改装が終了し、全館改装を記念した記念催事を実施
  - 11月27日 - 国鉄・地下鉄烏丸線京都駅へ連絡する地階出入口完成
- 1995年（平成7年）3月4日 - 西側へ大規模に増床し、吹き抜けが完成。
- 1997年（平成9年）9月5日 - 兄弟店「草津近鉄百貨店」開業
- 2000年（平成12年）
  - 1月31日 - 全館百貨店業態での営業は終了
  - 2月1日 - この日より約40億円かけて改装工事
    - 「プラッツ近鉄」開業までの間、京都タワー1階に当店の臨時窓口が設けられた

### プラッツ近鉄京都
- 2000年（平成12年）3月25日 - 全面改装し、複合商業施設「プラッツ近鉄」開業
- 2001年（平成13年）2月28日 - 株式会社京都近鉄百貨店が株式会社近鉄百貨店を吸収合併する。「株式会社近鉄百貨店」に商号変更し、大阪市阿倍野区に本社を移転。
  - 当店の正式名称は「近鉄百貨店京都店」となる。
- 2005年（平成17年）
  - 7月上旬 - 「プラッツ近鉄」へのヨドバシカメラ入居が一部で報道され、近鉄百貨店がこれを否定
  - 7月25日 - 当店の閉店を発表
  - 7月29日 - 当店の土地・建物をヨドバシカメラに売却
- 2006年（平成18年）3月9日 - 15日まで「京都駅前と丸物懐古展」を開催
- 2007年（平成19年）2月28日 - 閉店

### 閉店後
- 2008年（平成20年）2月28日 - 建物解体が終了
- 2010年（平成22年）11月5日 - 跡地にヨドバシカメラ・マルチメディア京都（京都ヨドバシ）が開店

## 百貨店時代

### 京都物産館の創業

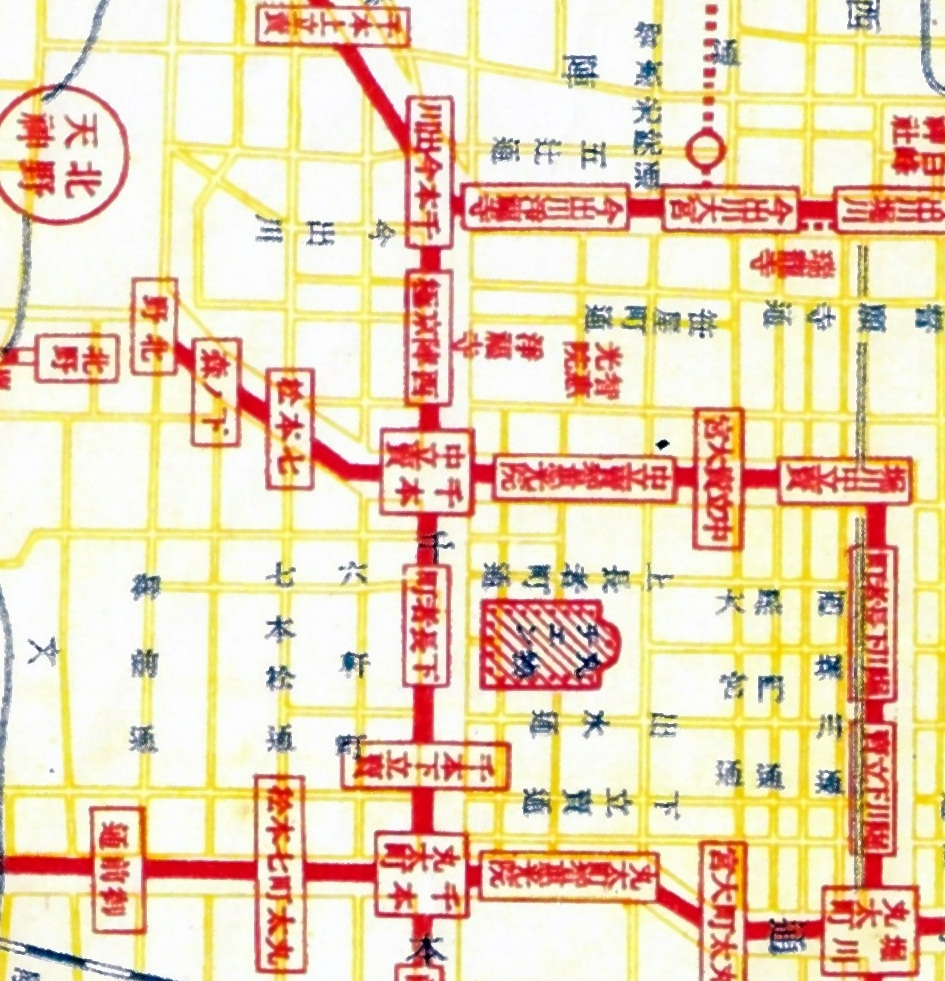
地図内にある「丸物チエン」が西陣分店を指している『市街電車案内図』（丸物、1931年）

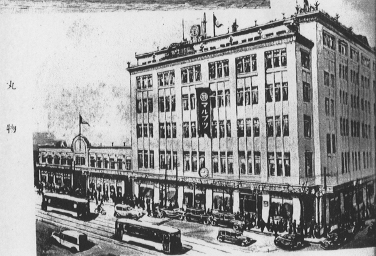
1932年ごろの当店（野中凡童『大京都志』東亜通信社）

中林仁一郎は実家の「中林呉服店」として京都駅前広場に設置された「京都名産館」（名産館）への出品を行っていた。名産館の成功に便乗し、1920年（大正9年）1月 に実弟・谷政二郎とともに東本願寺から烏丸通沿いの土地600坪余りを月1円の借地料で借り、京都駅前に「京都物産館」を開設した。写真のように、高塔を持つ木造2階建ての洋館の1階の土間全てを使った陳列場を設け、そこで74品の京都物産を販売したほか、館内の南側には自由休息所も設けた。
これに対し、先に開業していた名産館は当店について、名称を混同させて名産館の信用を傷つける存在と警戒した。そして、1923年(大正12年)4月には共同経営から京都商工会議所による公的経営に移行する。さらに、公共団体や大手企業からの出資で「株式会社京都会館」の運営となって建物の拡張も図って当店に対抗した。

### 百貨店への発展
京都物産館も1926年（大正15年）には本館隣接地に鉄筋コンクリート6階建ての新館を増築し、百貨店業態の「物産館」へ移行した。さらに、旧館も1928年（昭和3年）には屋上展望台まで8階、売場面積3,000坪で耐火性のある建物（本館、渡辺節設計）に建て替えた。1990年代まで幾度か増築をするが、基本的にはこの建物がベースとなっている。昭和天皇即位の際にはこの本館6階をNHK大阪放送局の京都演奏所に提供し、全国への放送をここから行った。このように物産販売所から百貨店への移行を進めた。ただし、百貨店へ移行しても土産物販売は重視しており、観光案内に載せた広告にも土産物の一覧を掲載し、当店で購入できるとアピールしていた。
1929年（昭和4年）12月10日には分店として上京区に西陣分店を開設した。百貨店としてはかなり小規模ではあったが、西陣京極の中心に所在したため、上京区や北区からの集客に貢献した。
翌年に物産館岐阜支店を出店した後、物産館の「物」を丸で囲んだマークから「丸物」を屋号とする。この屋号の下で豊橋支店を出店し、名古屋へ系列店の出店を計画するなど店舗拡大を図った一方、当店も1936年（昭和11年）にはさらに増床するなど成長していった。なお、この年には仁一郎の支援の下、藤田嗣治と東郷青児が館内に設けられたアトリエで「海の幸」「山の幸」「海山の幸」「丸物と女性の絵」などの作品を制作しており、当店は芸術活動にも貢献していた。
1938年（昭和13年）には第二期増築が竣工したが、戦時体制が強まり、1941年（昭和16年）には6階特売場を防空用品売場とした。翌年11月には売場の一次供出と西陣分店の閉鎖を行い、1944年（昭和19年）には第二次供出のため1・2階のみでの営業となった。この体制で1945年（昭和20年）の太平洋戦争無条件降伏を迎える。

### 戦後の復興期
営業制限は受けていたが、同じ丸物の岐阜支店や豊橋支店、あるいは近畿日本鉄道阿倍野百貨店（当時）などと異なって大規模な焼損は受けなかったため、さっそく終戦翌月の9月には文化教室を発足させた。1946年（昭和21年）には7階へ映画館「丸物劇場」、その翌年には「丸物小劇場」を開設し、娯楽の少ない時代に人気を博した。ただし、この映画館は1963年（昭和38年）5月に売場に転換されている。
また、1947年（昭和22年）には西陣分店や戦時中に供出していた売場の営業も再開し、百貨店営業も再度拡大していった。
当時の京都駅周辺は四条通周辺に比べて繁華街ではなく、人通りは少なかったことも災いし、贈答品の購入や非日常の買い物には老舗の髙島屋や大丸を使用する者も少なくなかった。しかし、京都の玄関口である京都駅に最も近い百貨店であり、1954年（昭和29年）ごろには「活かして使える半端もの」を集めて販売する「活端市（かっぱいち）」という、後年のアウトレット販売のような催事を開くなど、引き続き庶民的な百貨店として身の回り品などの買い物に使用されていた。

### 近鉄グループ入り
1960年（昭和35年）春、創業者・中林仁一郎は70歳で亡くなった。息子の中林仁良が丸物社長に就任するが、百貨店法によって大型店舗の出店や増床が難しくなったこともあり、戦後に出店した店舗を主として急激に業績が悪化する。一方、近畿日本鉄道（近鉄）は1951年（昭和26年）3月には都ホテルに資本参加し、奈良電気鉄道を買収して1963年（昭和38年）10月1日から近鉄京都線として運営するなど、京都付近での事業拡大を図っていた。このため、1966年（昭和41年）4月に近鉄が丸物に出資し、近鉄グループ入りした。
近鉄の出資を受けた3年後には、KBS京都が1969年(昭和44年)から当店の屋上で「まるぶつWAIWAIカーニバル」のラジオ公開生放送を実施しており、このラジオ番組を聴くことが多かった中高生などの若者にも当店は親しまれるようになった。
近鉄グループでは橋本達吉を丸物へ送り込んで経営再建に協力した。東京丸物（現・池袋パルコ）など遠隔地にあった丸物各店の閉鎖・売却を行い、当店や岐阜店への経営資源の集中を図った。1974年（昭和49年）には当店の増床を行うとともに、再起を図り、女神アフロディテと光明の神アポローンの像を1階彫刻広場に設置し、新時代の「ゆとり」と「やすらぎ」を象徴とした鐘も作られている。1976年（昭和51年）9月には店舗西隣にあったボウリング場「丸物ボウル」跡地の「丸物アネックス」2階に高級婦人服ブティックの専門店街「グランマルシェ」を開設し、好評を博した。
しかし、当店は相変わらず髙島屋や大丸の売り上げに水をあけられていた。また、1975年（昭和50年）年には近畿日本鉄道・近鉄百貨店と共同出資でひらかた丸物を開設し、当店からも多数出向者が送り込まれたものの、こちらも開業当初はバーゲンを繰り返して赤字を出すなど、業績の改善には寄与しなかった。

### 京都近鉄百貨店への改称

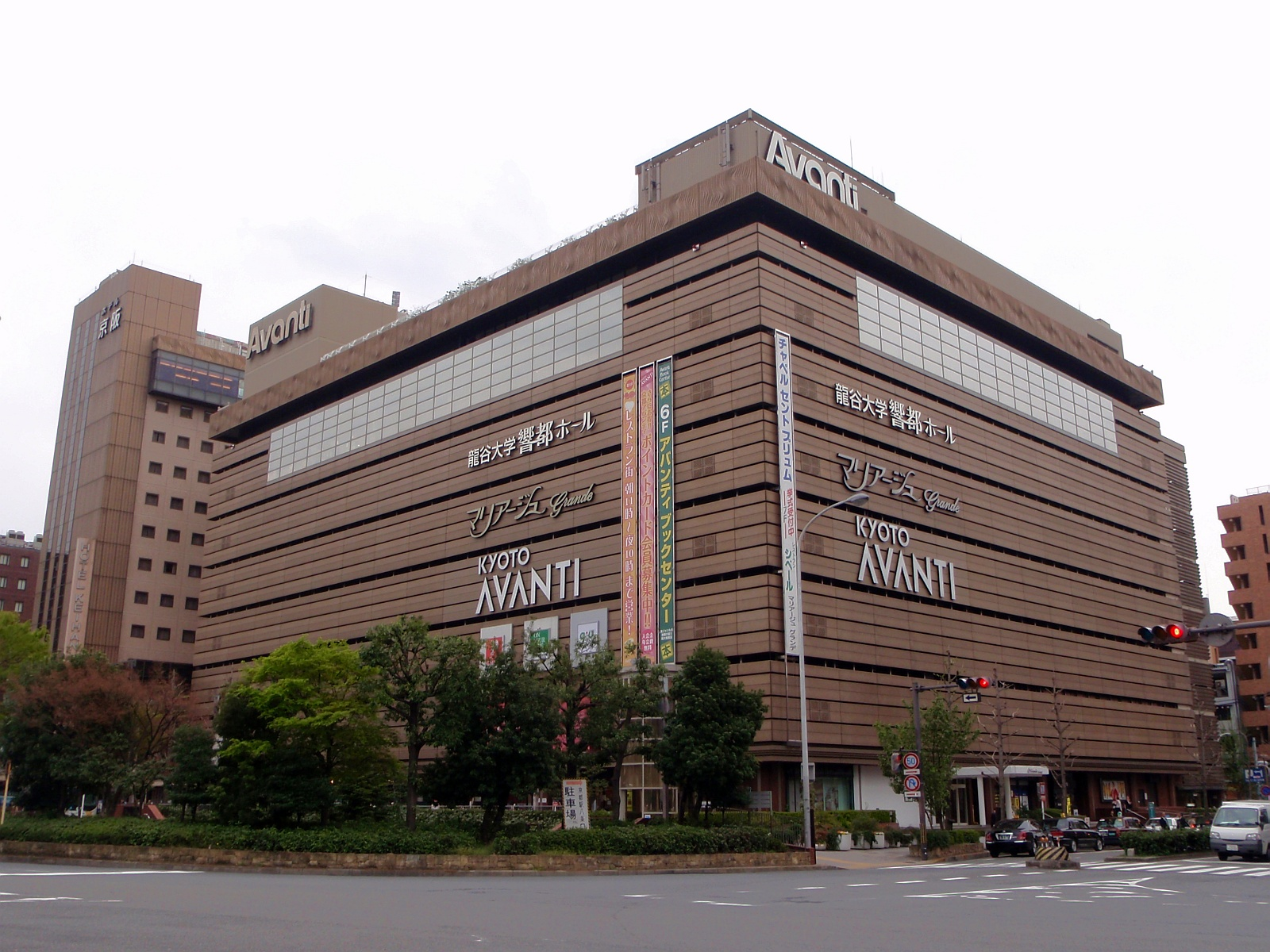
京都アバンティ

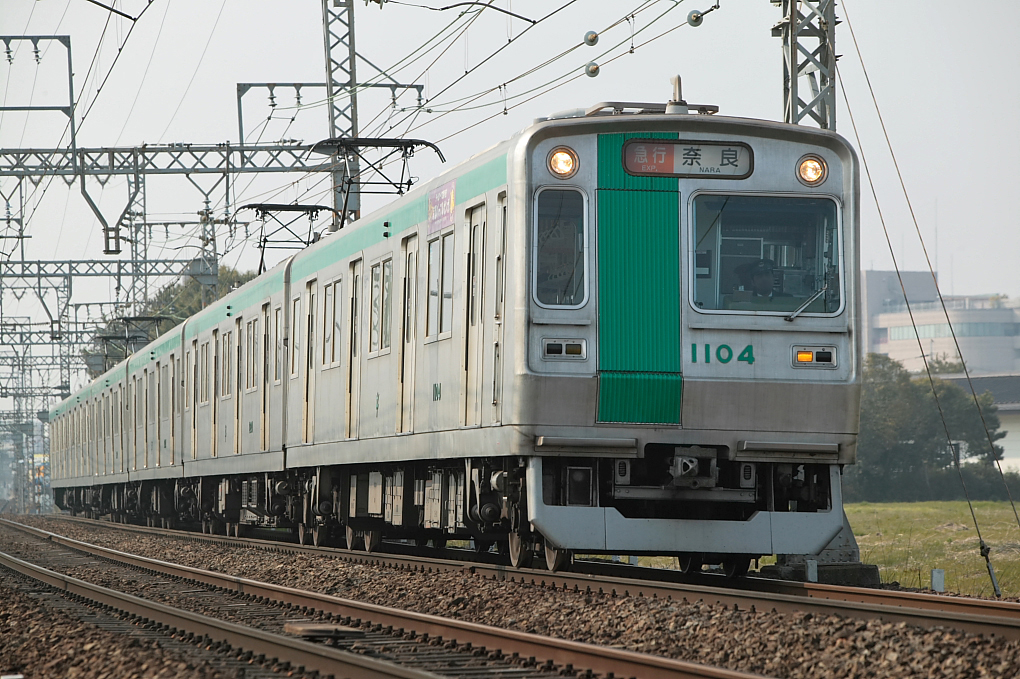
京都市営地下鉄烏丸線（開業時に使用されていた10系初期車)

さらに、岐阜店の近傍に髙島屋が同社の率いるハイランドグループ加盟百貨店だったヤナゲンと共同で「ヤナゲン髙島屋」の出店を計画。さらなる業績悪化も懸念された。そこで、店名も近鉄グループ入りしたことを示すため、丸物が運営する当店・岐阜店と枚方丸物が運営するひらかた丸物を近鉄百貨店にリブランドしてテコ入れを図ることになった。
この時点では大阪市阿倍野区に本社を置く株式会社近鉄百貨店とは別会社で、引き続き京都に本社を置き、中林仁良が会長に就く株式会社京都近鉄百貨店（京都近鉄）の運営ではあるが、丸物の名前は消え、近鉄色が強まっている。また、映画館「丸物劇場」「丸物小劇場」は廃止して売場に転換し、先述のラジオ番組も「きんてつWAIWAIカーニバル」に改称した後、1981年(昭和56年)には放送を終了している。
この頃には京都駅周辺にも商業施設が増えつつあった。丸物時代の1952年（昭和27年）には京都駅観光デパート（現在のTHE CUBE）、1980年（昭和55年）11月27日には京都駅と当店を結ぶ地下街京都駅前地下街ポルタがオープンし、1984年(昭和59年)にイズミヤが運営する専門店街京都アバンティが八条口の東側にオープンしている。この影響で20歳前後の若い客が3人に1人から5人に1人に減ってしまったため、キャラクターブランド、ローティーン向けの服、パソコンなどのショップなどを開いて対抗し、若者を呼び戻した。
また、当店前の烏丸通を走っていた京都市電烏丸線は当店が京都近鉄百貨店となった直後の1977年9月30日の運転を最後に廃止され、翌年10月1日付で京都市電は全廃された。当時は奈良線や山陰本線（現・嵯峨野線区間も含む）も非電化で運転本数が少ないため、京都市内各地からの足は基本的に市バスに頼るしかなくなった。しかし、1981年（昭和56年）には北山駅へ向かう京都市営地下鉄烏丸線の京都駅北改札が当店の近くにでき、1988年（昭和63年）には南側の竹田駅へ延伸されて近鉄京都線の新田辺駅まで相互直通運転を開始するなどして当店へのアクセスが改善された。これは大丸や髙島屋へのアクセス改善にもつながるため、顧客流出を防ごうと固定客づくりやMD改善強化にも取り組んだ結果、1988年3月から8月までの前年売上高対比は108.2％と近鉄百貨店西京都店に次いで市内2位と急上昇した。
この1988年には株式会社近鉄百貨店が阿倍野店（現在のあべのハルカス近鉄本店）の増床に合わせて、CIを導入し、ロゴマークを変更した。これに伴い、株式会社京都近鉄百貨店や当店にもCIと新しいロゴマークが導入された。

### JR京都伊勢丹開業への対策

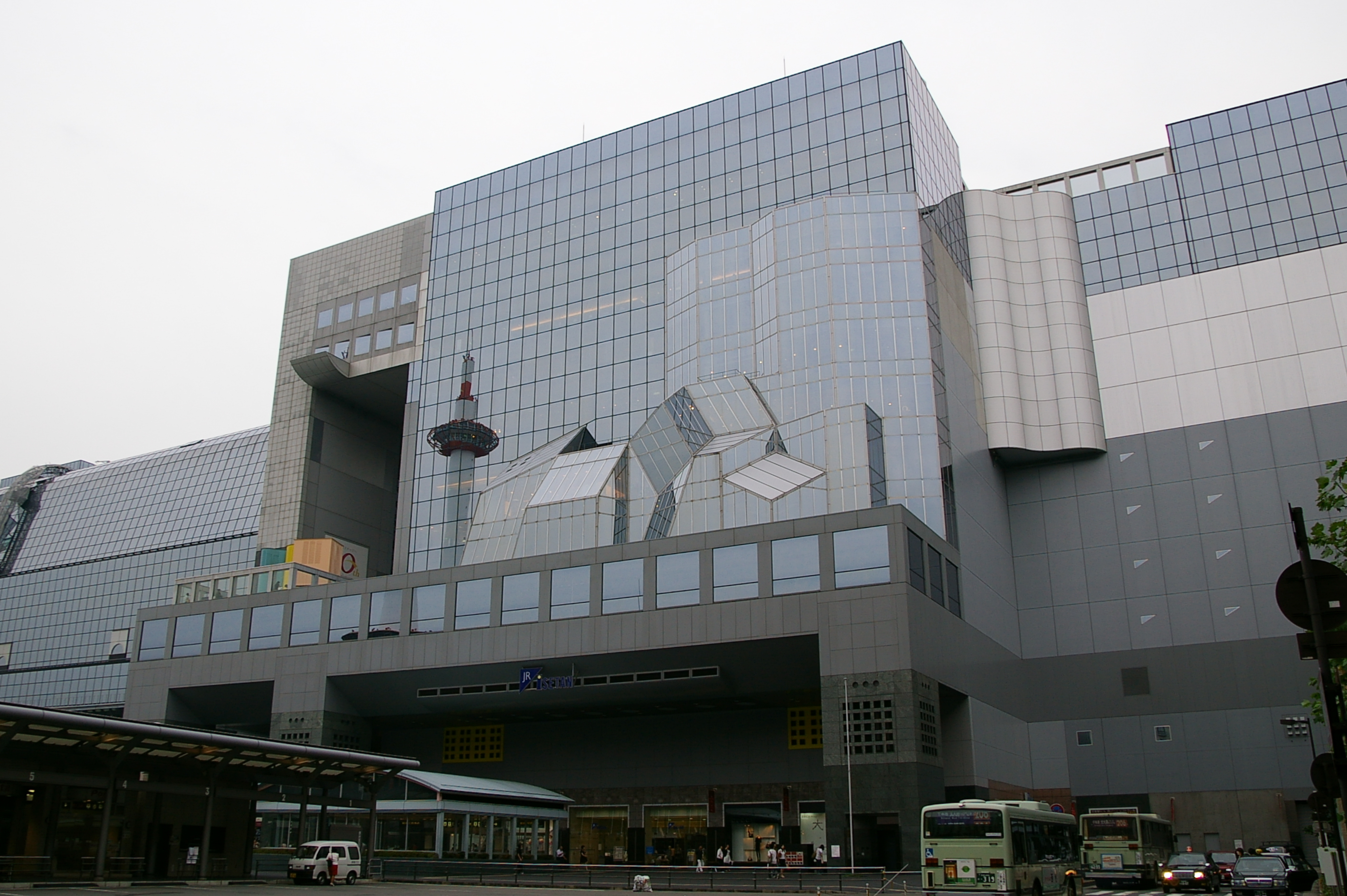
ジェイアール京都伊勢丹

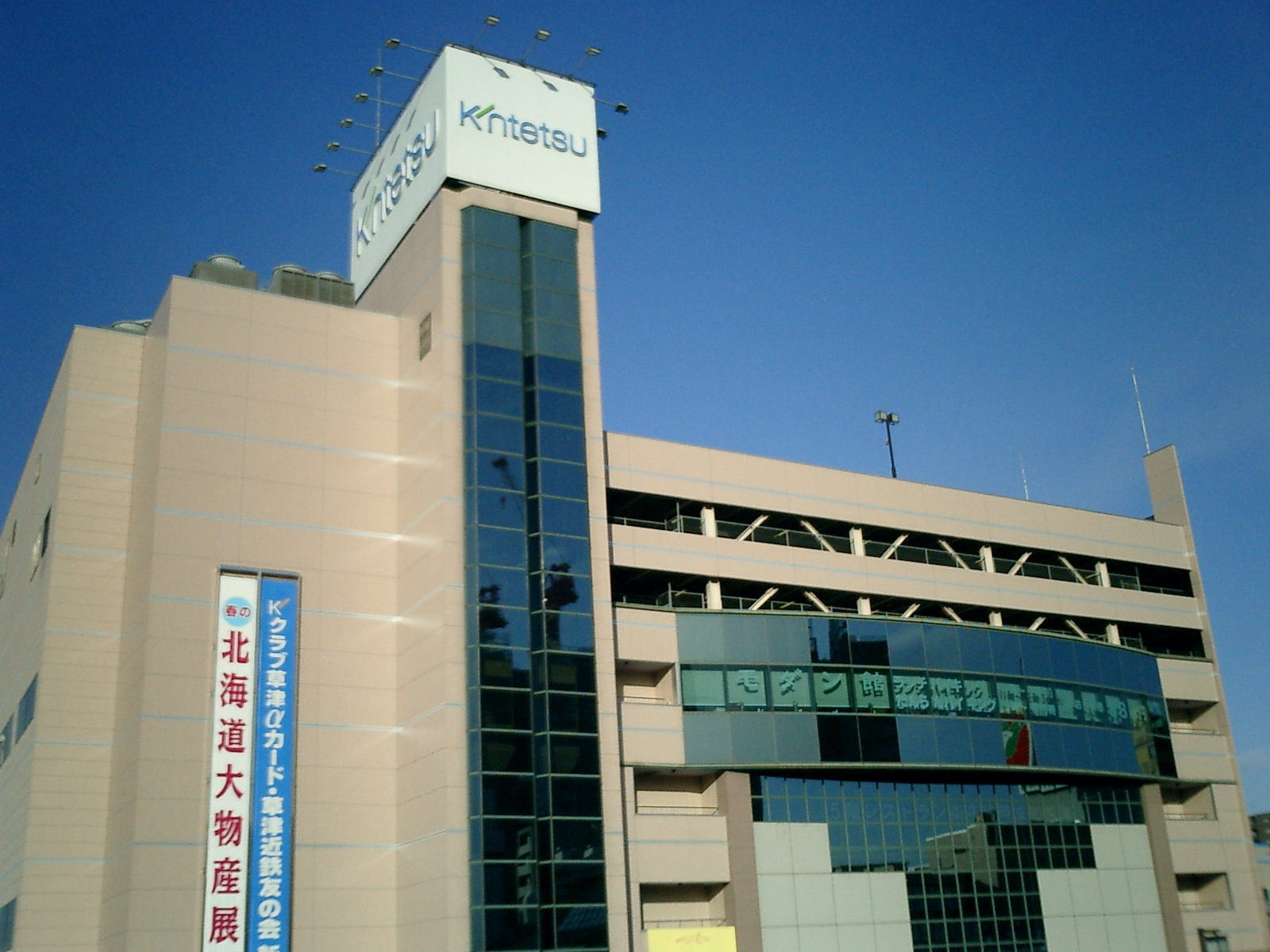
草津近鉄百貨店

昭和末期から平成初期にかけ、老朽化した京都駅舎の建て替え問題が浮上してきた。大規模商業施設を入れない案なども挙がった一方、当社も京都駅ビルへ出店を希望したが、これは叶わなかった。JR西日本と東京の百貨店「伊勢丹」が合弁会社を設立し、ジェイアール京都伊勢丹が1997年秋に京都駅ビルに出店することが決定する。
京都駅前での新たな競合の出現に備え、大丸や髙島屋も京都店を増床したが、当店でも様々な対策を行った。1995年（平成7年）の阪神・淡路大震災直後には西側への増床を完成し、営業面積は38,700ｍ2となった。

#### 草津出店
これら当店での取り組みに加え、(株)京都近鉄百貨店では人材・資本を株式会社草津近鉄百貨店に投資して京都近郊からの百貨店利用客を取り込む対策も行い、ジェイアール京都伊勢丹への顧客流出を防ごうと試みた。通勤通学客の利用も見込める草津駅直結の立地なども寄与して好調で、売上目標通りの年商120億円を達成している。それまで県内唯一の百貨店だった西武百貨店大津店（西武大津ショッピングセンター）の年商を上回り、滋賀県内の百貨店としては地域一番店となった。同様の施策として、兄弟会社だった（株）近鉄百貨店でも桃山店を1996年に出店している。

#### JR京都伊勢丹開業後
ジェイアール京都伊勢丹の開業当日は女性を中心に8000人以上が行列し、同店を20万人以上が訪れたが、ポルタや当店の来店客も倍増した。しかし、当店では売上が前年程度にとどまり、特に婦人服が伸び悩んだ。更に、衣料品・食料品分野での競合が影響して、翌月以降は前年比80％台に売り上げが急減するなど、四条通で営業していた他の既存百貨店に比べても大きな影響を受けた。結局、売上高は96年2月期の470億円がピークで、97年の歳末商戦では当店がジェイアール京都伊勢丹を上回り、98年の中元商戦ではジェイアール京都伊勢丹に迫ったものの、それ以降はずっと低迷を続けた。年間売上高はジェイアール京都伊勢丹が髙島屋・大丸の京都店に次ぐトップ3に入り、当店は市内百貨店としては売り上げ第4位に脱落している。

#### 業態転換のため一時閉鎖
業績不振のため、株式会社京都近鉄百貨店では希望退職者の募集、岐阜店の閉鎖を行った。当店についても閉鎖を検討したものの、百貨店としての存続こそ断念したが、複合商業施設に転換することになった。このため、1999年（平成11年）12月26日から翌2000年（平成12年）1月31日まで「店じまいセール」が行われ、大幅な値引き販売で前年同期比2.2倍の78億円を売り上げた。期間中の入店客数は1.5倍ほどの110万人で、家庭用品、紳士服、婦人服は3-6倍増とかなりの売れ行きとなった。

## プラッツ近鉄

### リニューアルオープン

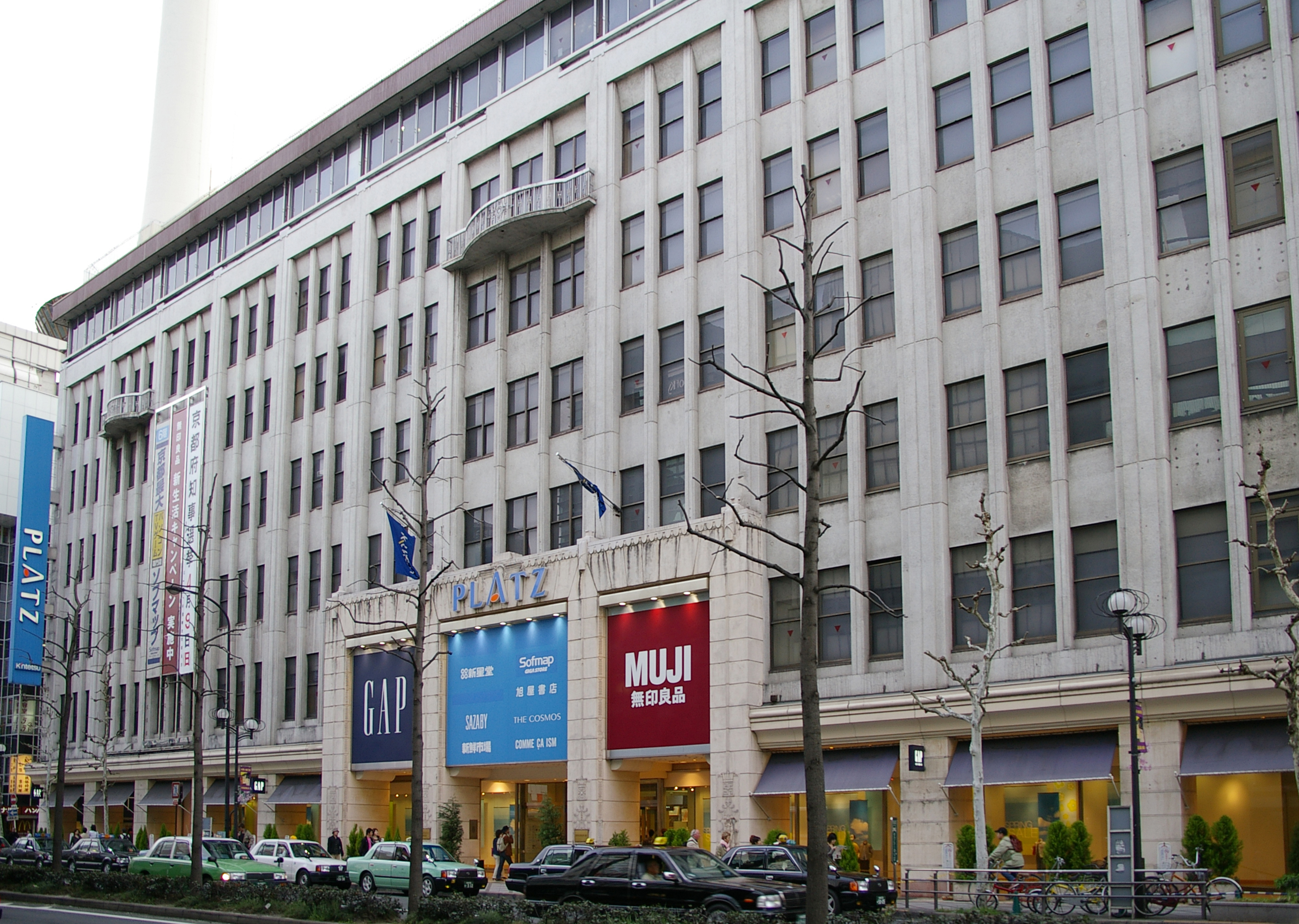
業態転換後の「プラッツ近鉄」

2000年3月25日、複合商業施設「プラッツ近鉄」としてリニューアルオープンした。ドイツ語で広場を意味する「プラッツ」のように、「身近で気軽な楽しい広場」がコンセプトで、衣料品、生活雑貨、書籍などの大型専門店で売場の大半を構成し、広域から若年層の取り込みをねらうことで、ジェイアール京都伊勢丹との差別化を図った。
大規模な他社の百貨店に対して若者向け専門店の導入による差別化で成功している近鉄パッセの実績なども参考に旭屋書店と新星堂（いずれも5階）、ソフマップ（6階）、京都の伝統工芸の専門店を集積した「京町家公房」(7F)などの大型テナントを導入している。特に無印良品は1階から3階まで3フロアにわたって出店しており、「Cafe Muji」(1階)も併設するほか、自転車の販売・貸出、ごく一部の店舗でしか販売がない住宅の販売まで行い、当時の本店だった有楽町店を上回る最大・最新の店舗として無印良品の歴史にも残る特徴的な店となった。さらに、デパ地下も「新鮮市場」として強化し、生鮮食品を充実させた。
初年度売上げ目標は1999年2月期より26％増の457億円を見込み、実際に、オープン当日は10万人が来店したほか、開業後1か月間は売上高は1.4倍、入店客数は約2倍を記録するなど、順調なスタートを切っている。

### 近鉄百貨店の支店へ
経営面でもコスト削減を図った。京都近鉄百貨店は1999年（平成11年）9月に岐阜店を閉鎖後、2000年9月には「あべのHoop」「四日市スターアイランド」など百貨店以外の商業施設を運営する近鉄商業開発を吸収合併した。
しかし、約半年後の2001年2月28日付で京都近鉄百貨店（上場企業）が売上高のずっと大きい旧・近鉄百貨店（非上場、近畿日本鉄道の完全子会社）を吸収合併したうえで商号を「近鉄百貨店」に変更し、本社を大阪市阿倍野区に移転する、いわゆる逆さ合併を行った。事実上近鉄百貨店による救済合併であり、当店も近鉄百貨店が直営する近鉄百貨店京都店（愛称はプラッツ近鉄のまま）となっている。既に大丸の本社は戦前、髙島屋の本社も昭和中期に大阪へ移転しているため、京都で創業して本社を置き続ける百貨店は独立系の藤井大丸だけとなった。

### 閉店の経緯
業態転換によって客足や業績が回復したかのように思われた当店だが、近鉄百貨店が2004年度から「中期経営3か年計画」の中で収益体質改善を図り、通信販売（インターネットショップとは別）からの撤退、三越と大塚家具に貸していた旧・東京店の建物や近鉄モータースの売却などを行う中で存廃問題が浮上した。
上記の通り、いったんは業績回復の兆しもあったが、リニューアルオープンの効果が途切れると再び低迷している。ジェイアール京都伊勢丹に加え、先述の草津近鉄百貨店のような滋賀県内の商業施設、あるいは2004年（平成16年）3月開業のダイヤモンドシティ・ハナ（のちのイオンモール京都五条）のような郊外型商業施設など競合店が次々オープンし、2005年（平成17年）2月期の売上は最盛期の半分の254億円にまで落ち込んだ。また、度重なる改装投資を繰り返したため営業費用がかさみ、売り上げがピークの1996年2月期も含め、1994年から営業赤字が続き、累積赤字は約130億円と近鉄百貨店で最大の赤字店になっていた。
それでも、さらなる改装を行うことも検討したが、建物などを所有する近畿日本鉄道も経営再建や阿部野橋ターミナルビル建て替え（のちのあべのハルカス）建設構想のために有利子負債削減を加速しており、ヨドバシ梅田に続く関西での旗艦店の適地を探していたヨドバシカメラからの申し入れで全館売却を決めた。そして、2005年7月25日に当店の2007年2月末での閉鎖を発表した。京都物産館開店から85年後のことであった。
閉店が決定してから2006年（平成18年）11月までは通常営業を続けた。しかし、この月になると無印良品の売場が縮小されて「Cafe Muji」がなくなり、年末をもってソフマップが当店から京都アバンティへ移転し、これらの店舗の跡地に売り尽くしセールのために催事スペースが仮設されるなど閉店の準備が進んだ。
11月23日から29日までは7階催会場で「丸物回顧展」を開き、東京丸物やひらかた丸物など丸物各店の写真・資料を展示。また、最後のバレンタイン商戦では、先述の女神アフロディテと光明の神アポロンの像をウェスティン都ホテルのシェフがホワイトチョコレートで再現して店内に展示したほか、希望者には丸物時代の包装紙で販売するなど丸物時代を振り返る企画も実施した。2月19日からは4章にわたって行った売り尽くしセールの最後となる「京都店売り尽くし最終章 ラスト10日間」を行った。ついに、当店は2007年（平成19年）2月28日に閉店し、京都物産館以来87年間の歴史に幕を閉じた。

#### 閉店後のサポート
3月末まで烏丸通側の入口にサポート窓口が設置され、その後は当時存在した桃山店の1階外商サロンで各種問い合わせを受け付けた。ほとんどのサービスは近隣の同店、枚方店や草津店をはじめ、近鉄百貨店・中部近鉄百貨店などの各店で利用できたが、「京都店食品ポイントカード」や同カードで発行したお買物券の使用はできなくなった。

### 閉店後

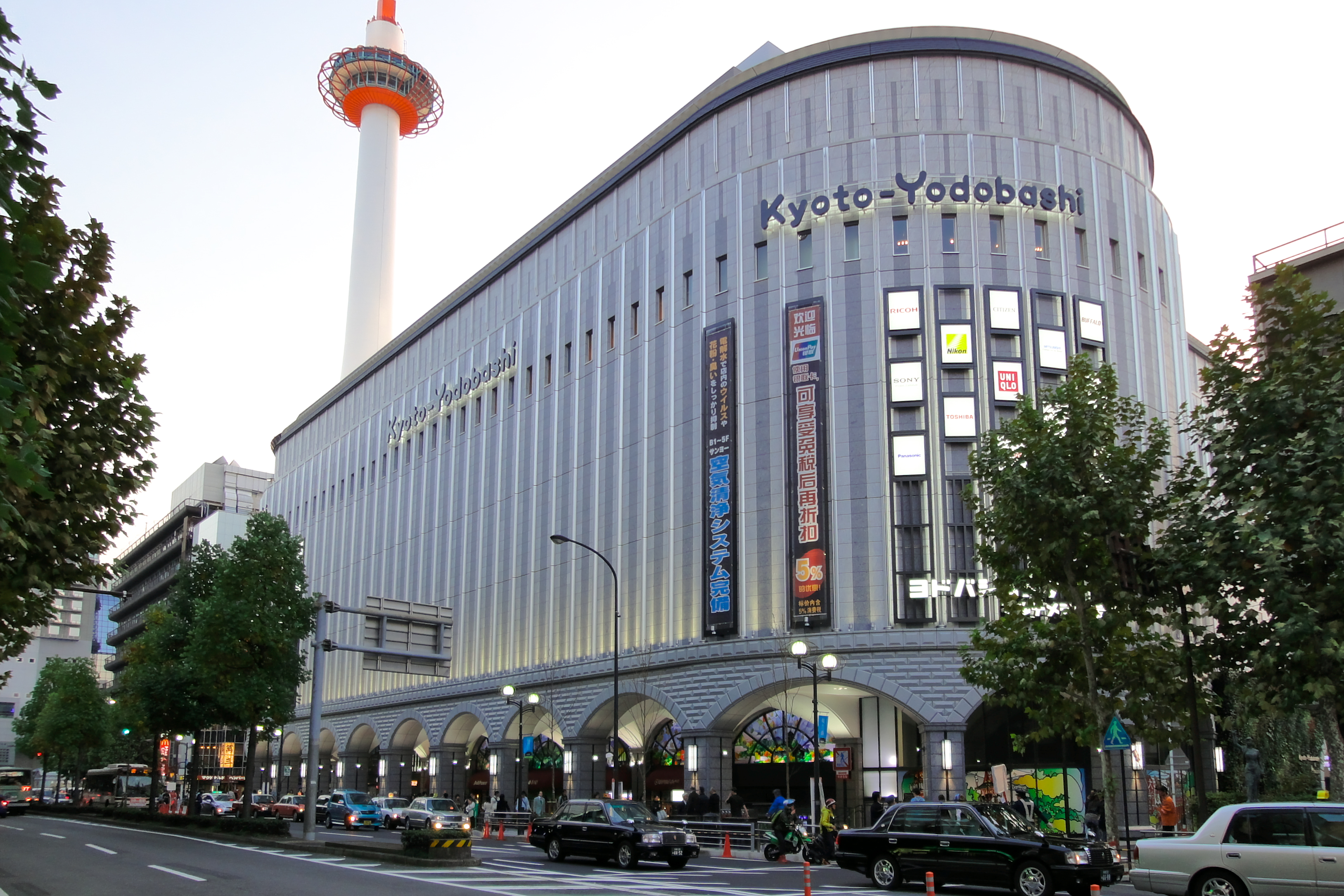
跡地に開業した京都ヨドバシ

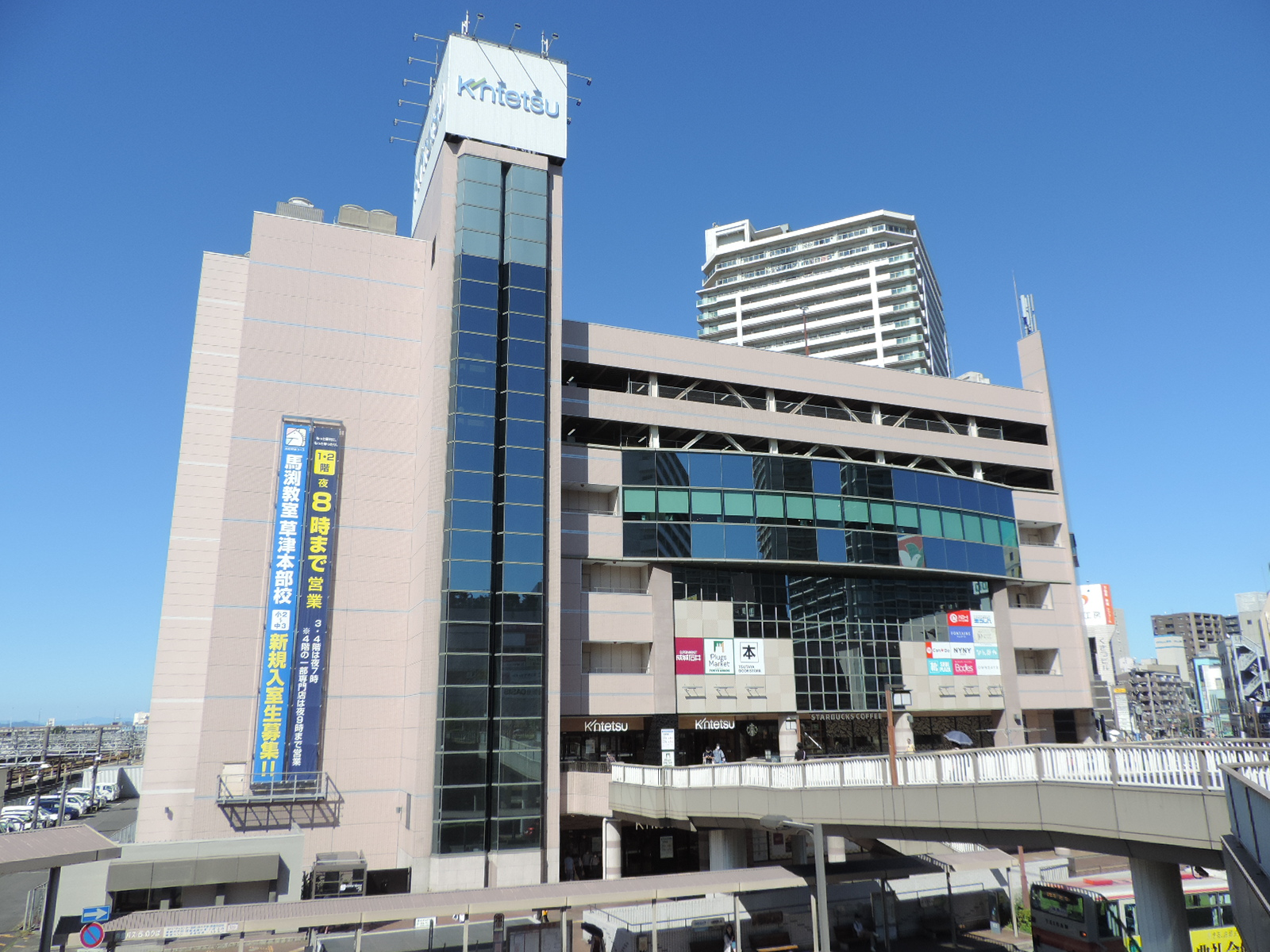
近鉄百貨店草津店（改装後）

当店の土地・建物を取得した当初、ヨドバシカメラは「出店時期や他のテナント、建て替えの有無は未定」としたが、建物の老朽化が著しいと判断し、当店の建物は1995年に増床した部分も含めてすべて取り壊された。その後、新しい建物を建築し、2010年（平成22年）11月5日に京都ヨドバシをオープンした。場所を「近鉄百貨店・丸物跡」として案内を行い、先述の1974年に設置された鐘を「元気の出る鐘」とヨドバシカメラが命名し、引き続き地下1階出入口付近に残している。この鐘には丸物のマークも残っている。
なお、京都ヨドバシが開業した時点では営業中だった枚方店は2012年に閉店して枚方T-SITEに建て替えられ、丸栄本館も2018年6月の閉店後は取り壊されて更地となった。このため、丸物やその関連会社が建築に関与した建物は池袋パルコと津松菱に残るのみである。また、近鉄百貨店も2014年（平成26年）9月30日に桃山店を閉店し、京都府内からは撤退している。
一方、草津近鉄百貨店は中部近鉄百貨店（本社：三重県四日市市、本店：四日市店）の運営を経て、2009年（平成21年）に直営化されて、近鉄百貨店草津店となった。東急ハンズのフランチャイズ店「プラグスマーケット」や枚方T-SITEを出店したTSUTAYAの書店などの専門店も導入し、近鉄百貨店の商業開発本部が運営している。2020年（令和2年）8月31日をもってそごう・西武運営の西武大津店が閉店したので、滋賀県内唯一の百貨店となった。

## フロア構成

### 戦前のフロア構成
| 階  | 丸物 フロア概要（昭和初期）                                               |
| --- | ------------------------------------------------------------------------- |
| 7階 | 展望台                                                                    |
| 6階 | 日用品 金物類 写真撮影室 催場 遊技場                                      |
| 5階 | 京人形 玩具類 楽器類 大食堂                                               |
| 4階 | 美術品 漆器・陶器 銀器・銅器 金物類 電気器具                              |
| 3階 | 西陣織物 友禅染 洋反物 牛狩衣類 休憩所                                    |
| 2階 | 子供雑貨 運動具 洋服類 糸物類 貴金属 医薬品 美容部                        |
| 1階 | 旅行用具 雑貨類 化粧品 縁・下駄 土産菓子 食料品類 名所案内所 奈良電案内所 |

出典の発行時期は不明であるが、1928年（昭和3年）11月15日に奈良電気鉄道が桃山御陵前駅から京都駅に延伸してから、1936年（昭和11年）には8階建てに大改装するまでの間に発行されていると考えられる。

### 京都近鉄百貨店（業態転換前）
| 階   | 京都近鉄百貨店京都店 フロア概要          |
| ---- | ---------------------------------------- |
| 屋上 | 屋上遊園地                               |
| 7階  | 催会場とレストランのフロア               |
| 6階  | 子供服と書籍・文具のフロア               |
| 5階  | 家具・家庭用品と美術のフロア             |
| 4階  | 紳士服とスポーツ用品のフロア             |
| 3階  | 婦人服プレタポルテと宝飾品・呉服のフロア |
| 2階  | 婦人服のフロア                           |
| M2階 | サービスのフロア                         |
| 1階  | 婦人用品・婦人服のフロア                 |
| B階  | 食品のフロア                             |
| B2階 | 駐車場                                   |
| B3階 | 駐車場                                   |

髙田多喜男社長のもとで1995年に増床してから2000年に「プラッツ近鉄」へ転換されるまでのもの。

### 閉店時のフロア構成
| 階   | プラッツ近鉄 フロア概要 |
| ---- | --- |
| 屋上 | 屋上遊園地 |
| 7階  | 催会場と家具・和雑貨・レストランのフロア（お好み焼き「赤いしょうが」 手打ちうどん「杵屋」 うなぎ料理「廣川」など） サービスカウンター（商品券、外商サロン、KCCカード、KIPSカード） |
| 6階  | 専門店のフロア（パソコン インポート 雑貨 紳士服）-ソフマップ・ザ・スーパースーツストアなど                                                                                         |
| 5階  | 専門店のフロア（書籍・音楽） - 旭屋書店・新星堂・英國屋（喫茶店） |
| 4階  | 紳士・紳士用品と専門店のフロア |
| 3階  | 婦人服・婦人洋品と専門店のフロア - 無印良品など |
| 2階  | ヤングファッションと専門店のフロア - 無印良品など |
| M2階 | 美術と美容のフロア - 美術品・美容院 |
| 1階  | ファミリー・ライフスタイルのフロア - 無印良品（Cafe Muji）・コムサ・イズム・GAP |
| B階  | 食品のフロア - 北野エース・551蓬萊・サンマルコ・御座候・志津屋など |
| B2階 | 駐車場 |
| B3階 | 駐車場 |

「プラッツ近鉄」としてリニューアル後、2006年11月にテナントの移転・撤退が本格化する前のものである。1995年に増床された部分（西館）は吹き抜けになっている部分の周辺で、その1階から3階までの3フロアに無印良品が出店していた。

## ギフトショップ
京都近鉄百貨店ホームページによると、1997年（平成9年）8月時点で以下のギフトショップが運営されていた。例外なく鉄道駅から徒歩圏内、場合によっては駅前に所在しており、小規模なビルへのテナント入居ないし単独店舗だったのが特徴である。ただし、亀岡ギフトショップのみ、京都近鉄百貨店クリニーク亀岡ショップを併設していた。
| 店名                 | 所在地                       | 最寄駅             | 備考                                       |
| -------------------- | ---------------------------- | ------------------ | ------------------------------------------ |
| 小倉ギフトショップ   | 京都府宇治市小倉町神楽田35-1 | 小倉駅             | 2001年から2018年まで町内に近商ストアが営業 |
| 大津ギフトショップ   | 滋賀県大津市粟津町5-1        | 石山駅・京阪石山駅 | 石山ギフトショップに統合                   |
| 亀岡ギフトショップ   | 京都府亀岡市馬場通9          | 亀岡駅             | クリニーク亀岡ショップを併設               |
| 草津ギフトショップ   | 滋賀県草津市（詳細不明）     | 不明               | 草津近鉄百貨店の開業で廃止                 |
| 長岡京ギフトショップ | 京都府長岡京市開田3-7-14     | 長岡天神駅         | 京都府道210号開田長岡京停車場線拡幅予定地  |
| 志賀ギフトショップ   | 滋賀県滋賀郡志賀町南浜11-1   | 和邇駅             | 滋賀県道558号高島大津線沿い                |
| 綾部ギフトショップ   | 京都府綾部市若松町 13        | 綾部駅             | 綾部市役所向かい                           |
| 石山ギフトショップ   | 滋賀県大津市粟津町5-1        | 石山駅・京阪石山駅 | 大津ギフトショップを当店に統合             |
| 舞鶴ギフトショップ   | 京都府舞鶴市浜1128-4         | 東舞鶴駅           |                                            |

翌月の1997年9月に草津近鉄百貨店が開業して草津ギフトショップは閉鎖されたものの、2000年時点では大半のギフトショップを営業していた。しかし、2001年に近鉄百貨店の直営店となって以降はホームページ上から存在が確認できなくなった。このため、上記のギフトショップの正確な開店・閉店の時期、あるいは草津以外の滋賀県内のギフトショップと草津近鉄百貨店（1997年9月開店）の関係は不明である。
なお、当店が閉店して10年以上経った2021年現在、贈答品を送る手段の多様化、あるいは贈答品需要自体が大きく減っているため、小型の百貨店ギフトショップの閉店が相次いでいる。近畿地方では特にギフトショップが減少しており、百貨店そのものより少なくなった。2021年（令和3年）8月10日に髙島屋京都店の「ローズサロン彦根」（滋賀県彦根市）が廃止されたため、三越伊勢丹が運営する「三越大阪ギフトサロン」（ノースゲートビルディング内）、そして近鉄百貨店和歌山店が運営するギフトショップ「ショップ岩出」（和歌山県岩出市）程度となっている。
また、1947年から1950年まで丸物舞鶴支店を営業していたが、舞鶴ギフトショップと異なり、西舞鶴地区・引土314（マナイ商店街内）に立地していた。

## 広報活動

### 丸物時代
キャッチコピーは「FRONT KYOTO まるぶつ」であり、近畿放送（のちKBS京都とも）の宣伝放送などで用いられていた。また、いずみたくの作曲・岩谷時子の作詞でCMソング「フロントまるぶつ」が1969年（昭和44年）に作られ、こちらもCMや店内放送でよく流れていた。「フロントまるぶつ」は京都近鉄百貨店になってから放送されなくなり、「FRONT KYOTO～」のフレーズもしばらくして使用されなくなっている。
しかし、2005年夏に閉店が決定以降、CMソング「フロントまるぶつ」が復活し、当時の近鉄プラッツの公式サイトでも聞くことができた。

### 京都近鉄百貨店時代
「心に華のあるくらし」「生活好感百貨店」とのキャッチコピーを用いた。また、KBS京都ラジオでのCMソングとして「もしも、あの世にゆけたら」（Suicide Is Painless）を使用した。

### プラッツ近鉄時代
リニューアル当初、「プラッキー」という赤ちゃんのマスコットキャラクターが生まれた。メールマガジン会員などにグッズが配布されたが、ホームページの再リニューアルと共に消滅している。

## ポイントサービス
KIPSクレジットカードやKCCカードといった近鉄百貨店各店と同じクレジットカードに加え、「京都店食品ポイントカード」のサービスがあり、地階もしくは7階のサービスカウンターで発行していた。このポイントカードは以下のような特徴を持っていた。
- 地階食品売場で「食品ポイントカード」を提示し、現金か商品券で買物するとポイントを獲得
- 地階食品売場に設置した機械「食品ポイントカードターミナル」にカードを入れるだけで3ポイント獲得（1日1回のみ）
- 貯めたポイントは500ポイント単位で「食品ポイントカードターミナル」で500円のお買物券と交換

ただし、他のフロアや他の近鉄百貨店の店舗では使用できなかった。このため、当店の閉店とともにサービスを終了している。
このほか、京都近鉄百貨店時代には当店、草津近鉄百貨店（当時）、岐阜近鉄百貨店のみで使用できるクレジットカード「カトレヤカード」が存在した。

## 近鉄京都線との関係
京都駅には同じ近鉄グループの近鉄京都線が当店と反対側の八条口（南口、新幹線側）に乗り入れている。しかし、大阪電気軌道などが開業した古くからの近鉄線ではなく、こちらも京阪電気鉄道などが出資した奈良電気鉄道の路線として開業し、近畿日本鉄道による幾度かの株式買収と京阪との交渉の末に子会社化され、1963年10月1日から現在のように近鉄線となった。
このため、丸物と奈良電に直接の資本関係があったかは不明であるが、#戦前のフロア構成のとおり、奈良電気鉄道の案内所が当店1階に所在したほか、東寺駅や伏見駅などに当店の広告もあった。なお、奈良電気鉄道では当店により近い烏丸口側にある京都中央郵便局付近へ京都駅を移転する本工事も計画していたが、近畿日本鉄道が奈良電気鉄道を直営化後、丸物に出資する前に計画は消滅している。